# Combretum decandrum
Combretum decandrum är en tvåhjärtbladig växtart som beskrevs av Nikolaus Joseph von Jacquin. Combretum decandrum ingår i släktet Combretum och familjen Combretaceae. Inga underarter finns listade i Catalogue of Life.